# Пещер Лойд
„Пещер Лойд“ (на немски: Pester Lloyd) е немскоезичен ежедневник, издаван в Будапеща, Унгария печатно в 2 периода – от 1854 до 1945 г. и от 1994 до 2009 г.
На 9 септември 1994 г. изданието започва да излиза наново като седмично списание под името „Дер Нойе Пещер Лойд“ (Der Neue Pester Lloyd, Новият Пещер Лойд), а от 1999 г. е възстановено старото име „Пещер Лойд“. На 15 март 2009 г. хартиеното издание спира и вестникът излиза единствено онлайн. Политическата ориентация и на историческия, и на настоящия „Пещер Лойд“ е либерална.

## История (1854 – 1945)
Издаван е 2 пъти дневно – сутрин и вечер от 1854 до 1945 г..
До 1945 г. „Пещер Лойд“ е смятан за водещия и най-големия немскоезичен ежедневник в Унгария с либерално-демократична тенденция. „Пещер Лойд“ излиза от 31 декември 1853 г. (пробен брой, първият редовен брой е издаден на 1 януари 1854 г. в Будапеща) до 14 април 1945 г. (последният брой е издаден в Шопрон) два пъти дневно – сутрин и вечер.
Вестникът бива издаван от Сдружение „Пещер Лойд“(Pester-Lloyd-Gesellschaft), което към 1937 г. е ръководено от президента д-р Аурел Егри (Aurel Egry) и вицепрезидента Франц Секели (Franz Szekely). Седалището на редакцията е в Будапеща, на ул. Mária-Valéria, 12. Тогавашният тираж е 27 000 броя. Вестникът е насочен към водещите търговски и индустриални кръгове – най-вече към търговците на едро, едрите индустриалци и големите банки.

### Нюрнбергски закони
На 16 септември 1935 г. вестникът публикува материал за новите тогава Нюрнбергски закони срещу евреите и пише, че това е поредното засилване на законите за евреите в Третия Райх (eine weitere Verschärfung der Judengesetzgebung im Dritten Reiche). За да изясни какво значат законите за изповядващите юдаизъм германските граждани вестникът пише:
Човек би считал, че националсоциалистическа Германия вече третира евреите по начин, който изключва по-голямо обезправяване и преследване. Тези три нови закона за евреите надхвърлят в досега почти невъобразима степен всичко извършено до момента.

Man hätte meinen sollen, das nationalsozialistische Deutschland habe die Juden auch bisher schon in einer Weise behandelt, daß darüber hinaus ein stärkeres Maß an Entrechtung und Verfolgung kaum noch denkbar wäre. Diese drei neuen Judengesetze übersteigen aber in bisher kaum vorstellbaren Maße alles, was in dieser Hinsicht geleistet worden.
Статията разяснява, че по този начин немските евреи биват принизени до илоти, че е въведено ново гражданство, различно от германското имперско гражданство и по този начин те са изключени от общността на германските имперски граждани. 
През 1938/39 г. в Унгария, в която от 1920 г. има ограничение на броя еврейски студенти в университетите, са приети антисемитски закони, а през 1944 г. редакторите-евреи, включително тези на „Пещер Лойд“ са уволнени и пратени в гета.

### Персонал през 1937 г.
Генералната дирекция на вестника е водена от Феликс Дик. Главен редактор е Йозеф Веси, негов заместник е Гийорги Кекскемети. Водещ редакция „Политика“ е Георг Калдор. За отдел „Търговия“ е отговорен Йозеф Ваго. В икономическата редакция пишат Георг Кемени и М. Митницки. Отговорен за външната политика е Десидер Кис. Редакцията за регионални новини е ръководена от Хайнрих Швет, редакция „Изкуство“ – от Едмунд Гергьо. Статиите за театър и литература пише К. Себестиен. За спортните новини е отговорен Томас Едмунд Конрад.
Международни кореспонденти са Ханс Майзел в Атина, Ернст Лемер в Берлин, Агнес Секула в Женева, Ернст Нойман и Георг Попоф в Лондон, Фредерик Вал в Мадрид, Николаус Банди в Москва и Густав В. Еберлайн в Рим.
Сред авторите на „Пещер Лойд“ до 1938 г. са Теодор Херцел, Макс Нордау, Томас Ман, Стефан Цвайг, Йозеф Рот, Алфред Полгар, Ференц Молнар, Дежо Костолани (Dezső Kosztolányi), Егон Ервин Киш, Берта фон Зутнер, Франц Верфел и Феликс Залтен.

## История (1994 – 2009)
През 1994 г., с документ за учредяване от 1 юли 1993 г., Министерство на културата на Унгария, B/PHF/1993, вестникът е съживен като ежеседмичник под името „Новият Пещер Лойд“ от Готхард Б. Шикер (единствен основател и собственик на лиценза) с помощта на Анико Халмай, Андрас Хелтай-Хоп (заместник главен редактор) Райнер Акерман (заместник главен редактор) и Ян Майнка. Майнка напуска през 1999 г. и основава „Будапещер цайтунг“ (Будапещенски вестник, Budapester Zeitung).
От 1999 г. вестникът излиза под първоначалното си име „Пещер Лойд“ заедно с притурката „Будапещер рундшау“ (Будапещански обзор, Budapester Rundschau). От 2004 г. на всеки 4 до 6 седмици е издаван „Вийнер Лойд“ („Виенски Лойд“, Wiener Lloyd), който се редува с „Будапещер рундшау“. Редакцията на „Вийнер Лойд“ се намира във Виена и е под ръководството на Марко Шикер. Съдържанието на вестниците рефлектира отношенията на двете столици – Виена и Будапеща – към икономическите, политическите и културните области с възвръщане към сходствата от времената на Дунавската монархия Австро-Унгария. През 2005 и 2006 г. са открити регионални бюра в Дьор и Печ.
Вестникът излиза ежеседмично в сряда в тираж от около 15 000 броя, като се издава в Будапеща. На 15 май 2009 г. е закрито печатното издание на вестника.

## Уесайт от 2009 г.
От тогава „Пещер Лойд“ излиза като немскоезичен онлайн ежедневник за Унгария и Източна Централна Европа. Главен редактор е Марко Шикер. От 1994 г. за вестника пишат Гийорги Конрад (György Konrád), Ищван Еорси (István Eörsi), Ласло Ф. Фьолдени (László F. Földényi), Петер Естерхази (Péter Esterházy) и много други автори от Германия, Австрия и Швейцария. Политическата насоченост на новия „Пещер Лойд“ е либерална и критична към управляващото от 2010 г. правителство на Виктор Орбан.
Издателство „Пещер Лойд“ издава и книги на немски и унгарски език.